# Luis Doreste
Luis Doreste, född den 7 mars 1961 i Las Palmas de Gran Canaria, är en spansk seglare.
Han tog OS-guld i Flying Dutchman i samband med de olympiska seglingstävlingarna 1992 i Barcelona.